# Vườn quốc gia Grand Teton
Vườn quốc gia Grand Teton là một vườn quốc gia tại tây bắc tiểu bang Wyoming, Hoa Kỳ. Diện tích vườn quốc gia này khoảng 310.000 mẫu Anh (130.000 ha), vườn quốc gia này bao gồm các đỉnh núi chính của dãy núi dài 40-dặm (64 km) Teton dài cũng như hầu hết các phần phía bắc của thung lũng được gọi là Jackson Hole. Chỉ có 10 dặm (16 km) về phía nam là vườn quốc gia Yellowstone, hai vườn quốc gia được nối với nhau bằng John D. Rockefeller, Jr. Memorial Parkway. do Cục vườn quốc gia]] quản lý. Ba khu vực được bảo vệ kết hợp với rừng quốc gia xung quanh tạo thành hệ sinh thái Đại Yellowstone, diện tích gần 18.000.000 mẫu Anh (7.300.000 ha), là một trong các hệ sinh thái ôn đới lớn nhất còn nguyên vẹn vĩ độ giữa trên thế giới.
Lịch sử loài người của khu vực Grand Teton có từ ít nhất 11.000 năm, khi dân du mục săn bắn hái lượm Cổ Anh Điêng di chuyển vào khu vực này trong những tháng nóng trong việc theo đuổi của thực phẩm. Vào những năm đầu thế kỷ 19, các nhà thám hiểm Kavkaz đầu tiên gặp phải người bản địa Shoshone phía đông. Giữa 1810 và 1840, khu vực thu hút các công ty kinh doanh lông thú ganh đua quyết liệt để kiểm soát của thương mại lông hải ly sinh lợi. Cuộc thám hiểm của Chính phủ Mỹ đối với khu vực bắt đầu vào giữa thế kỷ 19 như là một phần của thăm dò ở Yellowstone, và khu định cư lâu dài của người da trắng đầu tiên ở Jackson Hole đến vào những năm 1880. Nỗ lực bảo tồn các khu vực trong một vườn quốc gia bắt đầu vào cuối thế kỷ 19 và vào năm 1929, vườn quốc gia Grand Teton được thành lập, bảo vệ các đỉnh núi chính của dãy Teton. Thung lũng của Jackson Hole vẫn thuộc sở hữu tư nhân cho đến những năm 1930, khi các nhà bảo tồn do John D. Rockefeller, Jr. Bắt đầu mua đất ở Jackson Hole được thêm vào vườn quốc gia hiện có. Đi ngược lại dư luận và những nỗ lực lặp đi lặp lại của Quốc hội bãi bỏ các biện pháp, phần lớn Jackson Hole đã được thiết lập dành cho bảo vệ trong Jackson Hole National Monument vào năm 1943. Khu vực bảo vệ này đã bị bãi bỏ vào năm 1950 và hầu hết diện tích đất di tích đã được thêm vào vườn quốc gia Grand Teton.
Vườn quốc gia Grand Teton được đặt tên theo Grand Teton, ngọn núi cao nhất trong dãy Teton. Việc đặt tên của các ngọn núi là do những người đặt bẫy nói tiếng Pháp đầu thế kỷ 19 "les trois Tetons" (ba núm vú) sau đó được Anh hóa và rút ngắn thành Tetons. Với độ cao 13.775 feet (4199 m), Grand Teton đột ngột vươn lên hơn 7.000 foot (2100 m) ở trên Jackson Hole, gần như 850 feet (260 m) cao hơn so với núi Owen, đỉnh núi cao thứ hai trong dãy núi. Vườn quốc gia này có một số hồ, bao gồm cả hồ dài 15 dặm (24 km) là hồ Jackson cũng như các con suối có độ dài khác nhau và dòng chính thượng lưu của sông Snake. Mặc dù trong một tình trạng rút dần, một hơn một chục sông băng nhỏ vẫn tồn tại ở trên cao gần đỉnh núi cao nhất trong dãy núi. Một số của các loại đá trong vườn quốc gia này có tuổi lâu đời nhất được tìm thấy trong bất kỳ vườn quốc gia nào của Hoa Kỳ và với niên đại gần 2,7 tỷ năm.
Vườn quốc gia Grand Teton là một hệ sinh thái gần như nguyên sơ và cùng loài của hệ thực vật và động vật đã tồn tại từ thời tiền sử vẫn có thể được tìm thấy ở đó. Hơn 1000 loài thực vật có mạch, hàng chục loài động vật có vú, 300 loài chim, hơn một chục loài cá và một vài loài bò sát và loài lưỡng cư tồn tại. Do những thay đổi khác nhau trong hệ sinh thái, một số đó là do con người gây ra, người ta đã thựch các nỗ lực để cung cấp sự bảo vệ tăng cường cho một số loài cá bản địa và thông bỏ trắng ngày càng bị đe dọa. Vườn quốc gia Grand Teton là một điểm đến phổ biến cho hoạt động leo núi, câu cá, đi bộ đường dài và các hình thức vui chơi giải trí. Có hơn 1000 điểm cắm trại và hơn 200 dặm (320 km) đường mòn đi bộ đường dài cung cấp đường tiếp cận vào khu vực cắm trại hẻo lánh. Nổi tiếng với hoạt động đánh bắt cá cá hồi nổi tiếng thế giới, vườn quốc gia này là một trong vài nơi để bắt cá hồi sông Snake Oncorhynchus clarki bouvieri. Grand Teton có một số trung tâm du khách được quản lý bởi Cục Vườn quốc gia Quốc gia và được nhượng quyền quản lý các cơ sở hoạt động nhà nghỉ, nhà nghỉ, trạm xăng và bến du thuyền.
Vườn quốc gia Grand Teton là một trong 10 vườn quốc gia có số lượng khách tham quan nhiều nhất ở Hoa Kỳ, với trung bình 2,5 triệu lượt khách mỗi năm.